# Population Council
Population Council, en español Consejo de Población es una organización no gubernamental internacional sin fines de lucro que realiza investigación biomédica, de ciencias sociales y sobre la salud pública, y ayuda para tener movimientos de investigación en países en desarrollo.
Un 27% de su investigación está dirigida al VIH y sida, mientras que otro programa importante está involucrado en áreas de salud reproductiva (34%) y su relación con la pobreza, la juventud y el género. Por ejemplo, el Consejo de Población se esfuerza para enseñar a hombres jóvenes que pueden involucrarse en métodos anticonceptivos sin importar los estereotipos que limitan su responsabilidad en la procreación. La organización obtuvo la licencia para el implante anticonceptivo Norplant, y ahora también tiene la licencia para el dispositivo intrauterino Mirena. El Consejo de Población también publica las revistas en Population and Development Review, el cual informa sobre la investigación científica referente a los avances de las relaciones entre la población y el desarrollo socioeconómico. También proporciona un foro para la discusión relacionada con asuntos de política pública y Estudios sobre la Planificación Familiar, una revista que se enfoca en la salud pública, las ciencias sociales e investigación biomédica, la cual implica salud sexual y reproductiva, fertilidad, y planificación familiar.

## Organización
Establecida en 1952 por John D. Rockefeller III, con financiación importante del Fondo de Hermanos Rockefeller, el Consejo está gobernado por un tablero internacional de fiduciarios. Después de muchos años de evolución, el tablero de consejo del 2006 incluyó dirigentes de campos diversos. Estos incluyen: biomedicina, negocios, desarrollo económico, gobierno, salud, finanzas internacionales, estudios de medios de comunicación, filantropía, y ciencias sociales.
Su sede se ubica en la ciudad de Nueva York, aunque tiene 18 oficinas en África, Asia, y Latinoamérica y trabaja en más de 60 países. Con un presupuesto anual de alrededor de $74 millones de dólares, emplea a más de 500 personas de 33 países en una variedad de disciplinas científicas. Aproximadamente el 55% tienen su sede fuera de los Estados Unidos.

### Orígenes eugenésicos
Las raíces del Consejo se encuentran en el movimiento de eugenesia. El primer presidente del Consejo fue un eugenista nombrado por Rockefeller; Frederick Osborn, autor de Prefacio a Eugenesia (Nueva York, 1940), dirigente de la Sociedad de Eugenesia Americana, y uno de los fundadores del Fondo de Pionero. Osborn estuvo como vicepresidente y presidente del Consejo de Población antes de 1959. En 1968 escribió, "Los objetivos eugenésicos probablemente serán logrados bajo otro nombre que no será eugenesia."

## Salud reproductiva
El Consejo conduce investigación biomédica para desarrollar anticonceptivos e investigaciones en las ciencias sociales para un mejor entendimiento sobre los factores que influyen el acceso a y relevantes a las decisiones que se toman con respecto a los anticonceptivos. Sus investigaciones en procesos reproductivos e inmunológicos sirve, no sólo como la base para el desarrollo de métodos anticonceptivos nuevos que logre ser accesible para hombres y mujeres, pero también para nuevas terapias hormonales y productos de prevención del sida. El consejo está involucrado en una "colaboración con ProMed Pharma para desarrollar anillos vaginales nuevos innovadores que puede hacer la prevención de las ETS más aceptable y eficaz para las mujeres."
En la década de 1960, el Consejo tuvo una función clave en documentar los números grandes de personas en países pobres quién carecían de acceso a anticonceptivos y en conducir una investigación para diseñar y evaluar programas de planificación familiar públicos. Esto incluía llevar DIUs a la India.   En ese momento, los investigadores biomédicos del Consejo trabajaron para desarrollar métodos anticonceptivos, como el dispositivo intrauterino. Las ideas de un país sobre la reproducción fuera del matrimonio, su accesibilidad, y la opinión del público sobre el control de nacimiento es instrumental en la fertilidad de la región.
Una variedad de los anticonceptivos disponibles alrededor del mundo fueron desarrollados por el Consejo de Población, incluyendo: la T de Cobre IUD, Norplant, Jadelle (Norplant II), y Mirena. Más de 50 millones de IUDs de Cobre han sido distribuidos en más de 70 países.
La revista médica británica The Lancet dijo del Consejo de Población, "Muchas organizaciones no gubernamentales dicen promover un cambio; el Consejo de Población tiene evidencia dura de haber cambiado las vidas y expectativas de centenares de millones de personas."

## Population Council en México
Desde 1979 el Population Council ha hecho varias investigaciones para mejorar la salud reproductiva en México. Trabaja con el gobierno federal y estatal, al igual que ONGs. Han ayudado a obtener evidencias importantes para obtener datos sobre las tasas de mortalidad materna, la planificación familiar, métodos anticonceptivos y el acceso al aborto legal y seguro. Las encuestas nacionales y toda su investigación llevó a la aprobación de la reforma de ley de 2007, la cual despenalizó el aborto electivo y temprano en la Ciudad de México.